# ميشيل كروز
ميشيل كروز (بالإنجليزية: Michelle Cruz)‏ (14 مايو 1992 بلونغ بيتش في الولايات المتحدة - ) هي لاعبة كرة قدم أمريكية في مركز الدفاع. لعبت مع سياتل رين وApollon Ladies F.C. ‏.

## وصلات خارجية
- ميشيل كروز على موقع الاتحاد الأوربي (الإنجليزية)
- ميشيل كروز على موقع قاعدة بيانات كرة القدم.إي يو (الإنجليزية)
- ميشيل كروز على موقع Soccerway.com (الإنجليزية)